# Moriez
Moriez település Franciaországban, Alpes-de-Haute-Provence megyében. Lakosainak száma 238 fő (2022. január 1.). Moriez Barrême, Clumanc, Lambruisse, Saint-André-les-Alpes, Saint-Lions és Senez községekkel határos.

## Népesség
A település népességének változása:
| Lakosok száma | 188  | 170  | 160  | 187  | 220  | 225  | 238  | 237  | 238  | 238  |
|               | 1968 | 1982 | 1990 | 2006 | 2013 | 2015 | 2017 | 2019 | 2020 | 2022 |